# Ivos Margoni
Ivos Margoni  (* 1929 in Riva del Garda; † 21. Januar 2006 ebenda)  war ein italienischer Lyriker, Romanist, Französist, Übersetzer und Fotograf.

## Leben und Werk
Margoni besuchte die Schule in Riva. Er studierte von 1948 bis 1952 bei Glauco Natoli in Pisa und schloss mit einer Arbeit über Rimbaud ab. Von 1952 bis 1965 hielt er sich in Paris auf, zuerst als Student der École normale supérieure, dann als Lektor für Italienisch am Lycée Henri IV und an der Sorbonne, schließlich als Forscher im Centre national de la recherche scientifique. Von 1965 bis 1995 lehrte er in Italien französische Sprache und Literatur an der Università Gabriele d’Annunzio (Chieti und Pescara), an der Universität Neapel (von 1970 bis 1985), an der Universität Kalabrien und an der Universität Siena.

## Werke
- (Hrsg.) Arthur Rimbaud, Opere, Mailand 1964, zuletzt 2006
- “Fin’amors”, “mezura” e “cortezia”. Saggio sulla lirica provenzale del XII secolo, Mailand und Varese 1965
- (Hrsg. und Übersetzer) Jacques Prévert, Storie e altre storie, Mailand 1965, zuletzt 2006
- (Hrsg.) Lautréamont, Opere complete, Turin 1967, 1976
- (Hrsg. und Übersetzer mit Franca Madonia 1926–1981) Jacques Prévert, Il Prévert di Prévert, Mailand 1967, 1983
- (Hrsg. und Übersetzer mit Franca Madonia) Jacques Prévert, Immenso e Rosso, Mailand 1967, 1984
- (Übersetzer) Henri Michaux, Lo spazio interiore, Turin 1968
- (Hrsg. und Übersetzer) Jules Laforgue, Poesie e Prose,  Mailand 1971, zuletzt 1998
- (Hrsg. und Übersetzer mit Franca Madonia) Jacques Prévert, Parole. Canzoni. Poesie, Mailand 1971
- (Hrsg.) Per conoscere André Breton e il surrealismo, Mailand 1976
- (Hrsg. und Übersetzer mit Cesare Colletta) Arthur Rimbaud, Illuminazioni, Mailand 1981
- (Hrsg. und Übersetzer mit Franca Madonia) Jacques Prévert, Poesie d'amore, Mailand 1986
- (Hrsg. und Übersetzer) Lautréamont, I canti di Maldoror. Poesie. Lettere, Turin, 1989
- Lach, Trient 1997 (eigene Fotografien)
- (Hrsg. und Übersetzer) Michel Leiris, Carabattole, Turin 1998
- Flegree, Trient 2000 (eigene Dichtung)
- Camere oscure, Trient  2002 (eigene Fotografien)
- (Übersetzer mit Cesare Colletta) Arthur Rimbaud, Poesie. Una stagione in inferno. Illuminazioni, Mailand 2004
- (Übersetzer mit Bona de Mandiargues 1926–2000) Henri Michaux, Passaggi 1937-1963, Mailand 2012